# Kjachta-pidgin
Kjachta-pidgin (eller rysk-kinesiskt pidgin, кяхтинский язык kjachtinskij jazyk, кяхтинский пиджин, kjachtinskij pidzjin, traditionella tecken: 中俄混合語, förenklade: 中俄混合语, pinyin: zhōng'é hùnhéyŭ) är ett pidginspråk, som talades i början av 1800-1900-talen i Amur-området, Manchuriet och Transbajkal, som gränsar till Kina (namnet kommer sig av staden Kjachta).

## Beskrivning och historia
Språkets ordförråd var övervägande ryskt, medan den grammatiska strukturen var kinesisk: ord böjdes inte, verb användes i imperativform, substantiv och pronomen i preposition blev attribut - därför förlorades skillnaden mellan personliga och possessiva pronomen. Den välkända frasen, моя твоя понимай нету kopplas till kjachta. I Kina lärdes språket ut för behoven hos tjänstemän som handlade med Ryssland, läroböcker publicerades och undersökningskommissioner förekom. Vanligtvis kallade språket "ryska språket" av sammanställare av manualer på kjachtapidgin; hur uppriktig denna idé var är inte helt klart.
Språket upphörde att aktivt användas under första hälften av 1900-talet. Men så sent som 1990, hördes fortfarande äldre kinesiska köpmän på basaren nära Ulan Bator, tala detta språk.